# Монтиньозо
Монтиньозо (итал. Montignoso) — коммуна в Италии, располагается в регионе Тоскана, в провинции Масса-Каррара.
Население составляет 10 439 человек (2008 г.), плотность населения составляет 652 чел./км². Занимает площадь 16 км². Почтовый индекс — 54038. Телефонный код — 0585.
Покровителем коммуны почитается святой Вит, празднование 15 июня.

## Демография
Динамика населения:

## Администрация коммуны
- Официальный сайт: http://www.comune.montignoso.ms.it/